# Scheidebank

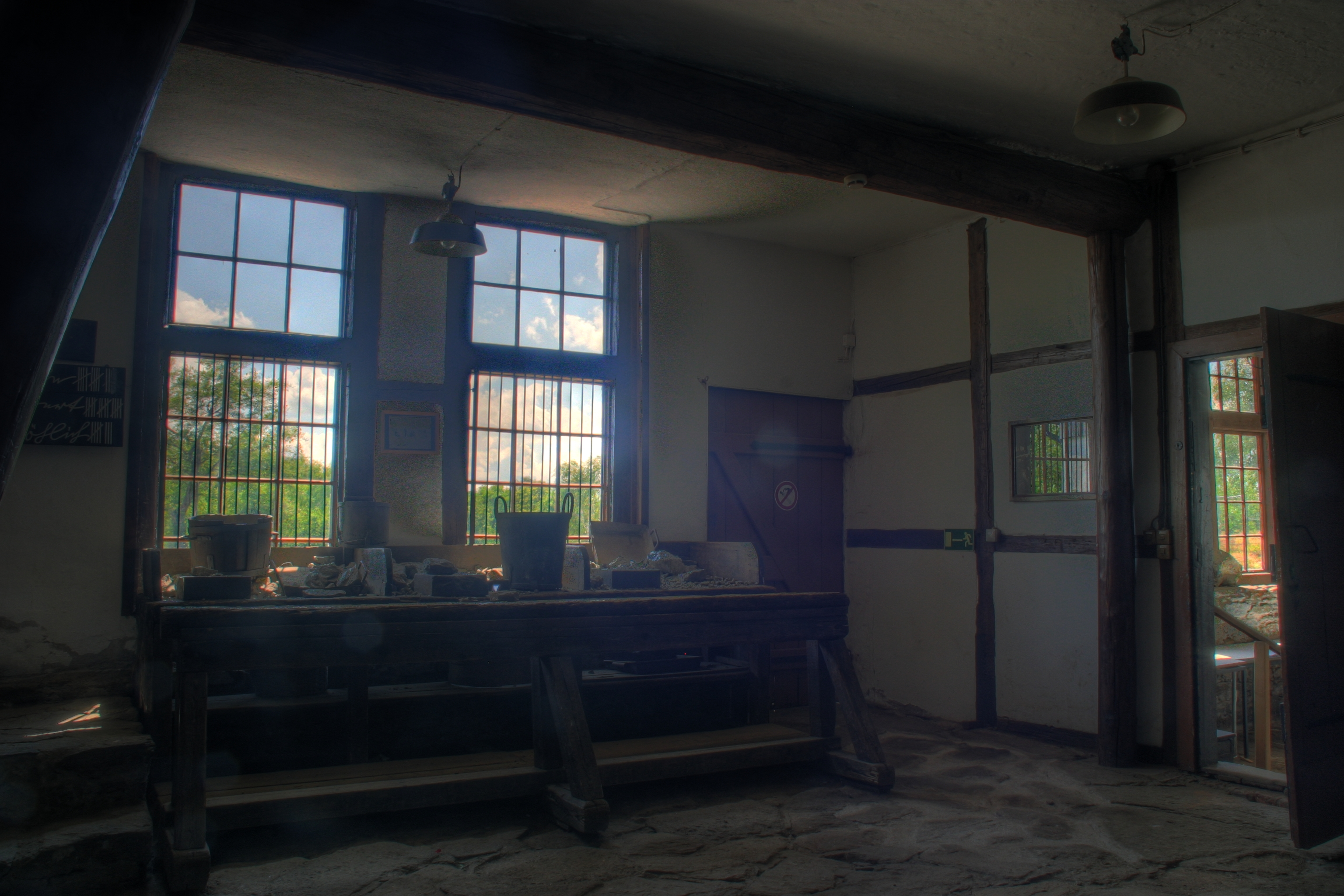
Scheidebank in der Grube Alte Elisabeth

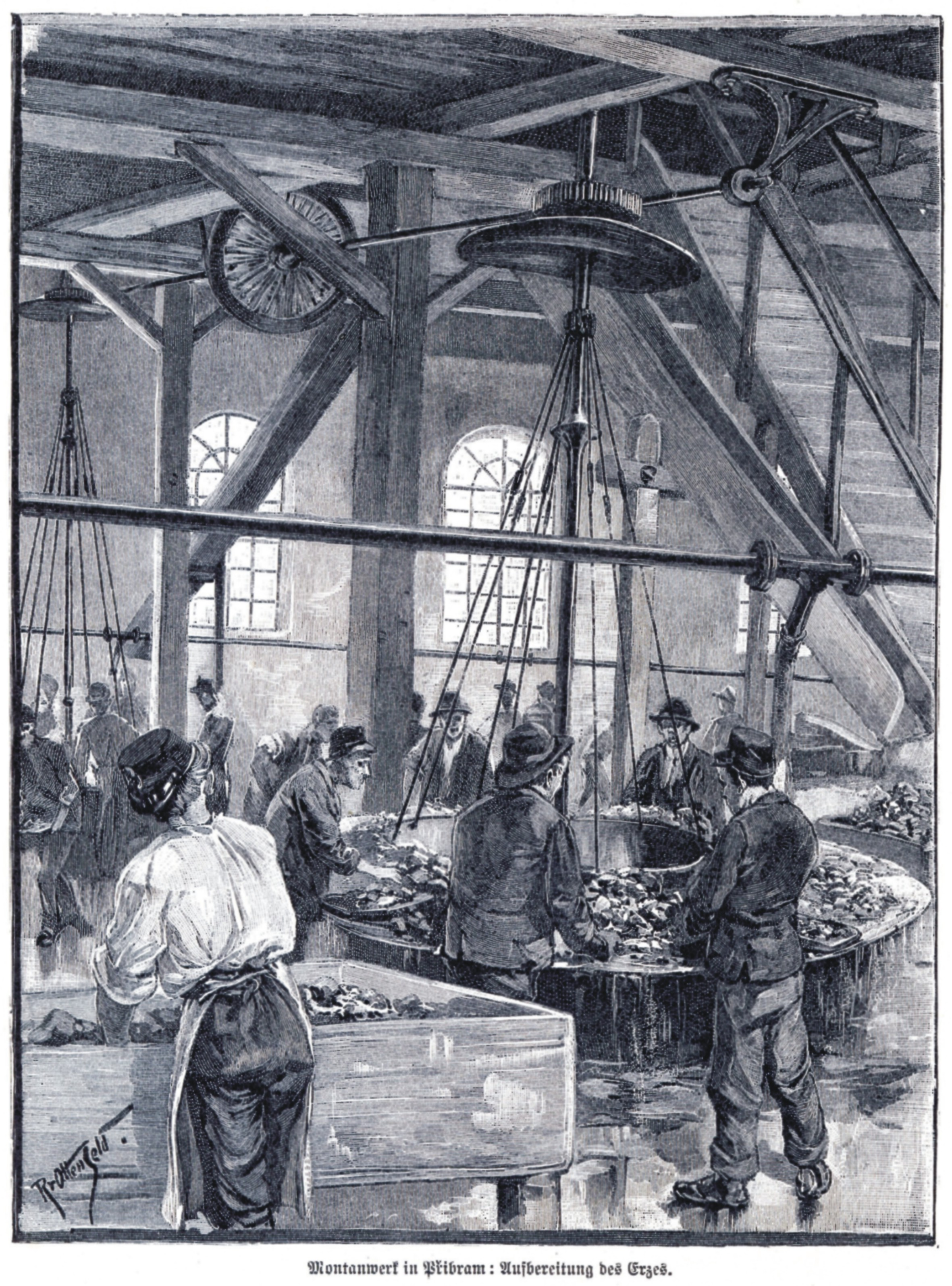
Scheidebank in einer Darstellung von 1896

Eine Scheidebank, auch Scheidetisch, oder Kuttbank genannt, ist eine starke Holztafel, die in der Scheidestube untergebracht wurde. Sie diente im Bergbau dem manuellen Trennen von Erz und taubem Gestein. Um den Transportaufwand des geförderten Roherzes zu minimieren, wurde der als Scheidung bezeichnete grobe Trennvorgang der Erze von den Begleitmineralien bergwerksnah durchgeführt.

## Aufbau und Lage
Die Scheidebank befand sich in der Nähe des Schachtes oder des Stollenmundloches. Sie war in der Scheidestube, im Untergeschoss des Huthauses oder in der Ausschlagstube untergebracht. Sie wurde längs der Fensterwand, 3,5 Zoll von der Wand entfernt, montiert. Dies war erforderlich damit die Scheidebank besser mit natürlichem Licht ausgeleuchtet wurde. Zwei Ellen vom Fußboden entfernt wurde ein Balken, der sogenannte Brustbaum, auf Säulen gestellt. Dieser Balken war quadratisch und zwischen sechs und acht Zoll dick. Der Balken erstreckte sich über die gesamte Länge der Scheidebank. Ein weiterer gleich langer und gleichstarker Balken wurde direkt auf den Fußboden etwa 1,5 Zoll von der Wand entfernt montiert. Der Zwischenraum zwischen beiden Balken wurde mit einer Bretterwand verschlossen. Vor dem Brustbaum wurde in einem Abstand von einer Elle der sogenannte Sitzbaum, der als Sitzplatz für die Scheider diente, montiert. Der Platz zwischen dem Brustbaum und dem Bodenbalken wurde mit Brettern ausgelegt, welche mit einer Schicht aus Lehm ausgeschlagen wurden. Obendrauf wurde die Scheideplatte, ein quadratisches vier bis sechs Zoll starkes und neun bis zwölf Zoll breites Prisma aus Gusseisen, gelegt. Es gab aber auch Scheideplatten aus festem Gestein. In Abständen von drei bis vier Fuß wurden die einzelnen Scheideplatten mittig auf der Scheidebank verteilt aufgelegt. Der restliche verbliebene Platz wurde für das zu scheidende Haufwerk genutzt. Die Scheidebank war in einzelne Abteilungen, den Scheideörtern, aufgeteilt. Zwischen den einzelnen Arbeitsplätzen wurde ein freier Raum gelassen, damit ein unmittelbarer Zutritt zum Scheidetisch möglich war. Durch diese Aufteilung entstanden so pro Scheidebank zwischen 20 und 30 Arbeitsplätze. An jedem Scheideort, auch Scheideörtchen genannt, verrichtete ein Klauber die Arbeit im Sitzen. Es war aber auch möglich, dass zwei Arbeiter an einem Scheideort arbeiteten, solche Scheideörter nannte man Doppelort.

## Die Arbeiter und ihr Gezähe
Die Klaubearbeit, wie man das Vorsortieren der Roherze je nach Verwachsungsgrad nannte, wurde oft von Kindern („Scheidejungen“) im Alter von 7 Jahren und älter verrichtet. Angeleitet wurden die Scheidejungen von älteren Berginvaliden, die körperlich nicht mehr in der Lage waren, Grubenarbeit zu verrichten. In einigen Bergwerken wurde das Aussortieren der Erze auch von Frauen durchgeführt. Die Sorgfalt und Redlichkeit der Scheidearbeiter wurde von einem Scheidesteiger streng kontrolliert.
Das Gezähe bestand aus dem Scheidefäustel, auch Pochschlage genannt, und dem Scheidehammer. Die Scheidehämmer hatten verschiedene Formen und Größen. Es gab Scheidehämmer, die wie ein sehr kleiner Fäustel aussahen. Manchmal waren sie mit zwei Schneiden versehen, gelegentlich auch mit einer Spitze und einer Schneide. Andere Scheidehämmer hatten Spitze und Bahn, wieder andere hatten eine Schneide und eine Bahn. Auch bei den Scheidefäusteln gab es verschiedene Typen, insgesamt gab es drei verschiedene Scheidefäustel. Als Scheideplatte dienten früher unterschiedlich großen Brocken aus sehr zähem Gestein. Dies waren zum Beispiel Gesteinsbrocken aus Quarz, Grünstein, Hornblendestein oder festem Porphyr. Später wurden große Gusseisenplatten als Scheideplatten verwendet.

## Der Arbeitsprozess

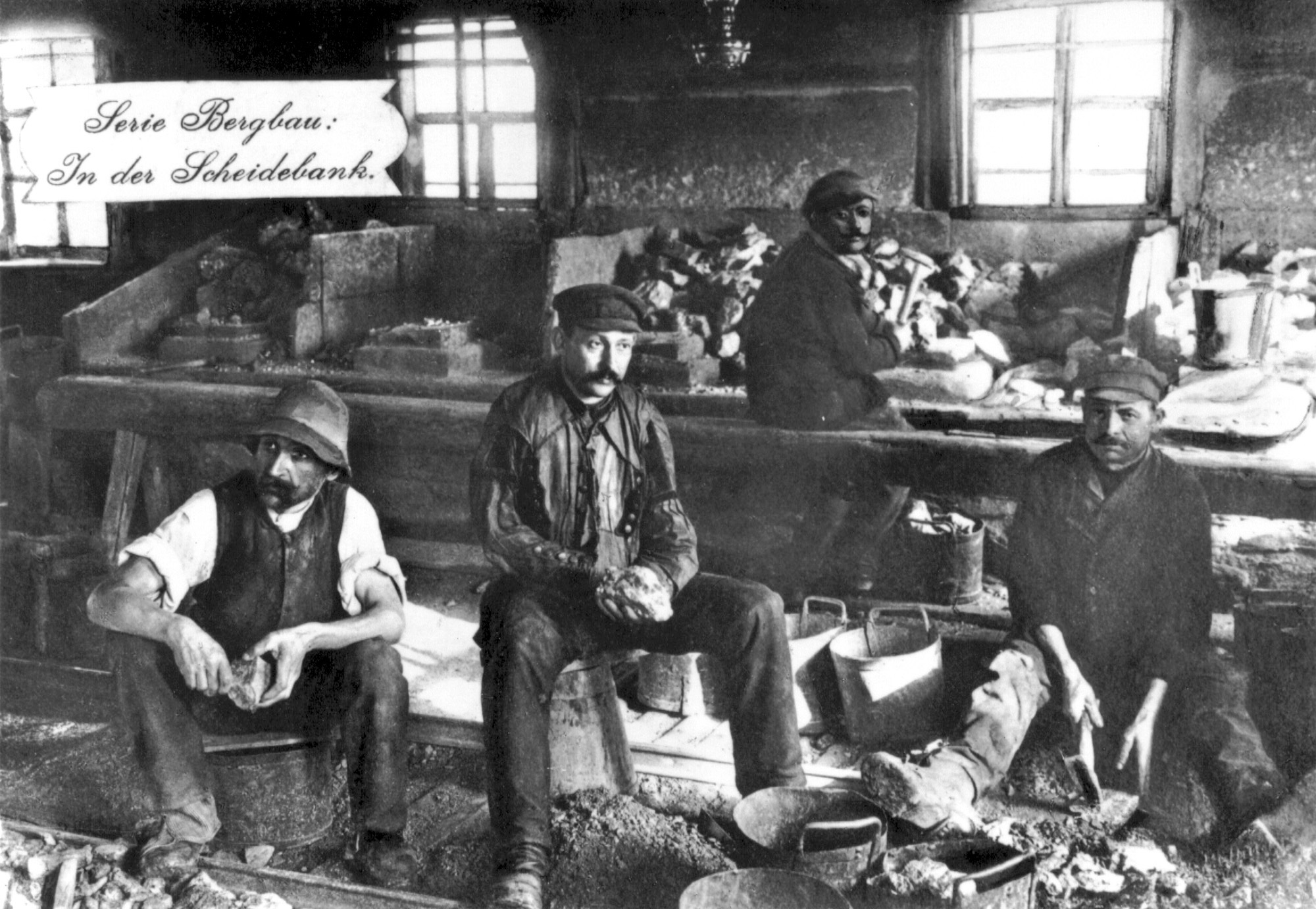
Scheidebank der Freiberger Grube Alte Elisabeth um 1900.

Der Hauptzweck des Scheidens besteht darin, das taube Gestein vom Erz zu trennen. Dazu wurden die Erze, nachdem sie aus der Erzgrube gefördert waren, einem teilweise sehr aufwändigen Aufbereitungsprozess unterzogen, die Scheidebank war ein Teil dieses Prozesses. In der Ausschlagstube wurden die großen Brocken zerkleinert und auf der Scheidebank nach Gangart und Erzen getrennt. Um das Erz vom tauben Gestein zu trennen, wurde das Haufwerk anschließend auf der Scheidebank auf einen Kuttstein, wie man die Scheideplatte auch nannte, gelegt und mittels eines großen Fäustels zertrümmert. Die Bergleute nannten diese Arbeit Quetschen. Danach erfolgte die genauere Trennung der Erze auf der Klaubetafel. Teilweise mussten die Erze auch nach Korngrößen getrennt (klassiert) werden. Anschließend wurden die unterschiedlichen Erzsorten in einem Sortiervorgang nach Mineralarten getrennt. Die sortierten Erze wurden in bereitgestellte, geflochtene Körbe gefüllt. Durch das Scheiden konnte der Erzgehalt der Nutzkomponente auf höhere Erzanteile angereichert werden, was für den anschließenden Weiterverarbeitungsprozess sehr wichtig war.